# Lichinella robusta
Lichinella robusta är en lavart som beskrevs av Henssen. Lichinella robusta ingår i släktet Lichinella och familjen Lichinaceae.   Inga underarter finns listade i Catalogue of Life.